# Władysław Klemens Walknowski
Władysław Klemens Walknowski herbu Wieruszowa (ur. 21 czerwca 1714 w Łaszczynie, zm. w grudniu 1779) – polski duchowny rzymskokatolicki, biskup pomocniczy lub koadiutor poznański, kanonik poznański, opat trzemeszeński, deputat na Trybunał Główny Koronny.

## Życiorys
6 stycznia 1740 otrzymał święcenia diakonatu, a 2 lutego 1740 prezbiteriatu. Był dziedzicem Tulec. W latach 1765 i 1780 był deputatem na Trybunał Główny Koronny.
19 grudnia 1768 papież Klemens XIII prekonizował go biskupem pomocniczym (lub koadiutorem) poznańskim oraz biskupem in partibus infidelium bendeńskim. 26 lutego 1769 przyjął sakrę biskupią z rąk biskupa poznańskiego Andrzeja Stanisława Młodziejowskiego.
Pochowany w katedrze śś. Apostołów Piotra i Pawła w Poznaniu.